# Kishō Yano
 (juin 2025).
Si vous disposez d'ouvrages ou d'articles de référence ou si vous connaissez des sites web de qualité traitant du thème abordé ici, merci de compléter l'article en donnant les références utiles à sa vérifiabilité et en les liant à la section « Notes et références ».
Kishō Yano (矢野 貴章, Yano Kishō), né le 5 avril 1984 à Hamamatsu, est un footballeur international japonais évoluant au poste d'attaquant.

## Biographie
Kishō Yano commence sa carrière professionnelle en 2003 au Kashiwa Reysol. Deux ans plus tard, il rejoint l'Albirex Niigata. En janvier 2013, il signe en faveur de Nagoya Grampus.
Le joueur japonais participe à la Coupe du monde de football des moins de 17 ans 2001 où il marque un but. Il est sélectionné pour la première fois en équipe du Japon en 2006 et fait partie du groupe des vingt-trois sélectionnés pour la Coupe du monde de football de 2010.